# Stade Loujniki
Le stade Loujniki (en russe : Стадион Лужники, Stadion Loujniki), ou stade olympique de Moscou, est la plus grande enceinte sportive de Russie. Pouvant accueillir 81 000 spectateurs, il fut bâti sous le nom de stade central Lénine, et contenait 103 000 places lors de son inauguration en 1956.
Il a été l'arène principale des Jeux olympiques de Moscou en 1980, puis de la Coupe du monde de football 2018 en Russie, ayant accueilli la finale de cette dernière.

## Histoire
Majoritairement utilisé pour le football, il fut inauguré le 31 juillet 1956 lors d'un match qui vit l'Union soviétique (URSS) disposer de la Chine (1-0) et accueille encore de nos jours les matches de l'équipe nationale. L'enceinte abrite également depuis longtemps le Spartak Moscou, et depuis peu le Torpedo Moscou, clubs de Premier Liga.
Le stade a accueilli la finale de la Ligue des Champions 2007-2008, qui opposa les deux équipes anglaises de Manchester United et Chelsea FC le 21 mai 2008, la victoire revenant à Manchester United au terme de la séance de tirs au but.
Une bousculade meurtrière a eu lieu le 20 octobre 1982 lors d'un match de football, causant la mort de 66 personnes.
C'est dans ce stade que s'est jouée la finale de la Coupe du monde 2018 entre la France et la Croatie.

## Événements

### Sportifs
- 5 mars 1957 — Finale du Championnat du monde de hockey sur glace 1957 (55 000 spectateurs)
- 15 – 25 août 1973 — Universiade d'été 1973
- 19 juillet – 3 août 1980 — Jeux olympiques d'été de 1980
- Coupe d'Europe des nations d'athlétisme 1985
- 1998 — Jeux mondiaux de la jeunesse de 1998
- 12 mai 1999 — Finale de la Coupe UEFA 1998-1999
- 21 mai 2008 — Finale de la Ligue des Champions 2007-2008
- 29 juin 2013 — Finale de la coupe du monde de rugby à 7
- 10 – 18 août 2013 —  Championnats du monde d'athlétisme 2013
- 14 juin – 15 juillet 2018 — Coupe du monde de football de 2018 dont le match d'ouverture (Russie  -  Arabie Saoudite) et la finale (France  -  Croatie).

### Artistiques
- 12 août 1989 – 13 août 1989 — le Moscow Music Peace Festival accueille Cinderella, Scorpions, Skid Row, Mötley Crüe, Ozzy Osbourne, Bon Jovi, Jason Bonham et le groupe russe Gorky Park.
- 24 juin 1990 — Dans le cadre de la fête du magazine Moskovski Komsomolets, dernier concert de Viktor Tsoi au sein du groupe Kino.
- 29 juin 1991 — Dans le cadre de la fête du magazine Moskovski Komsomolets, concert de Oleg Gazmanov.
- 20 juin 1992 — Concert hommage à la mémoire de Viktor Tsoi qui rassemble entre autres les groupes DDT, Alissa, Nautilus Pompilius, Joanna Stingray, Tchaïf, Brigade S, Kalinov Most.
- 15 septembre 1993 — Concert de Michael Jackson dans le cadre de la tournée Dangerous World Tour. Premier concert d'une superstar en Russie. 50 000 spectateurs.
- 1997 — Concert spectacle à l'occasion des 850 ans de Moscou.
- 12 septembre 2006 — Premier concert de Madonna en Russie, dans le cadre de sa tournée Confessions Tour. Premier concert très attendu de la diva de la pop américaine en Russie. 38 000 spectateurs.
- 18 juillet 2007 — 16 ans après sa première visite, concert de Metallica dans le cadre de la tournée Sick of the Studio '07.
- 9 mai 2010 — Concert de gala dédié au 65e anniversaire de la victoire lors de la Grande guerre patriotique.
- 25 août 2010 — U2 se produit au stade Loujniki dans le cadre de la tournée U2 360° Tour. Premier concert du groupe en Russie.
- 22 juillet 2012 — Le groupe des Red Hot Chili Peppers se produit avec en première partie Gogol Bordello
- 18 mars 2022 — Meeting-concert de 2022 à Moscou
- 16 juillet 2022- Concert « 60 ans » de Grigory Leps

## Galerie

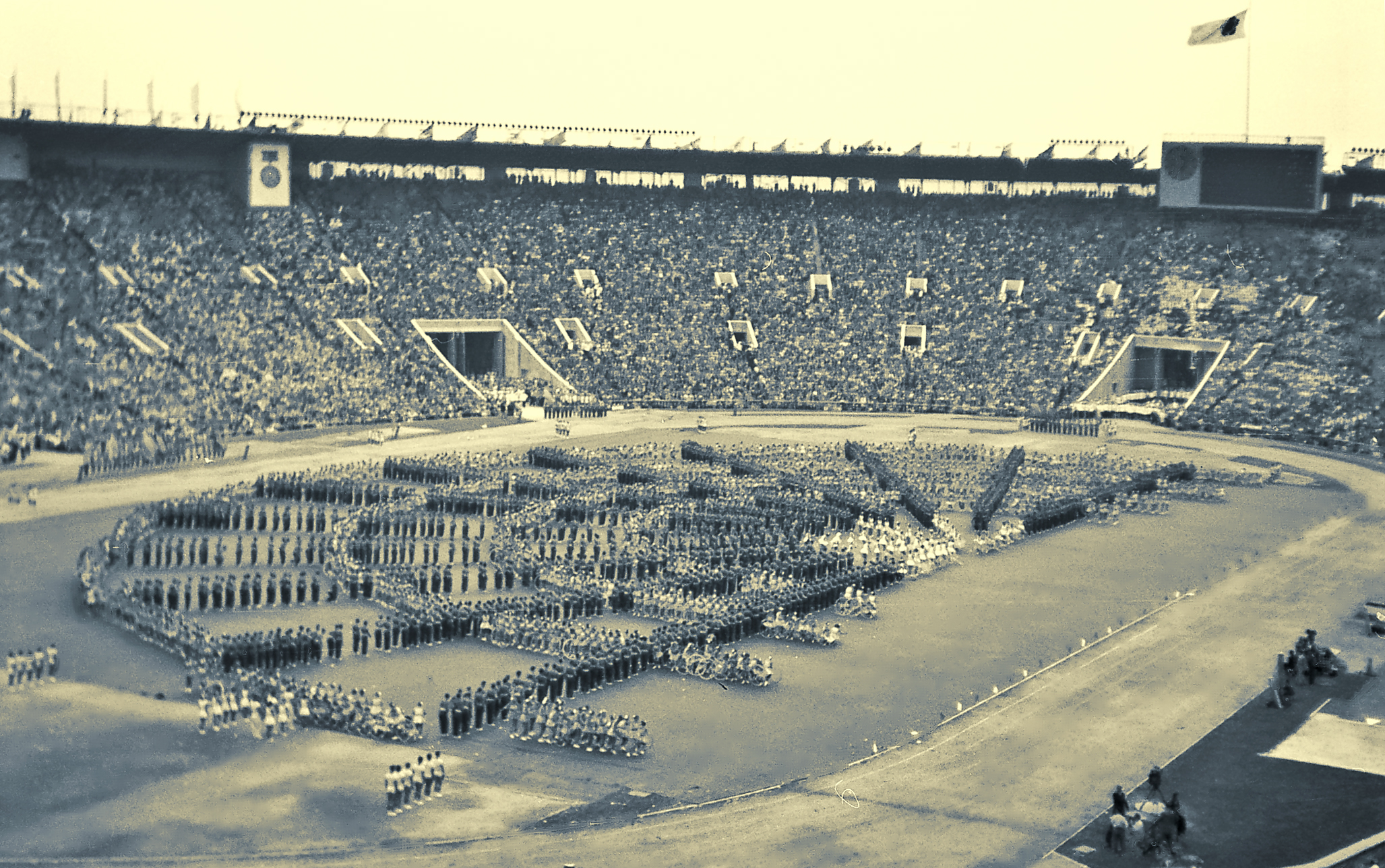
1957.
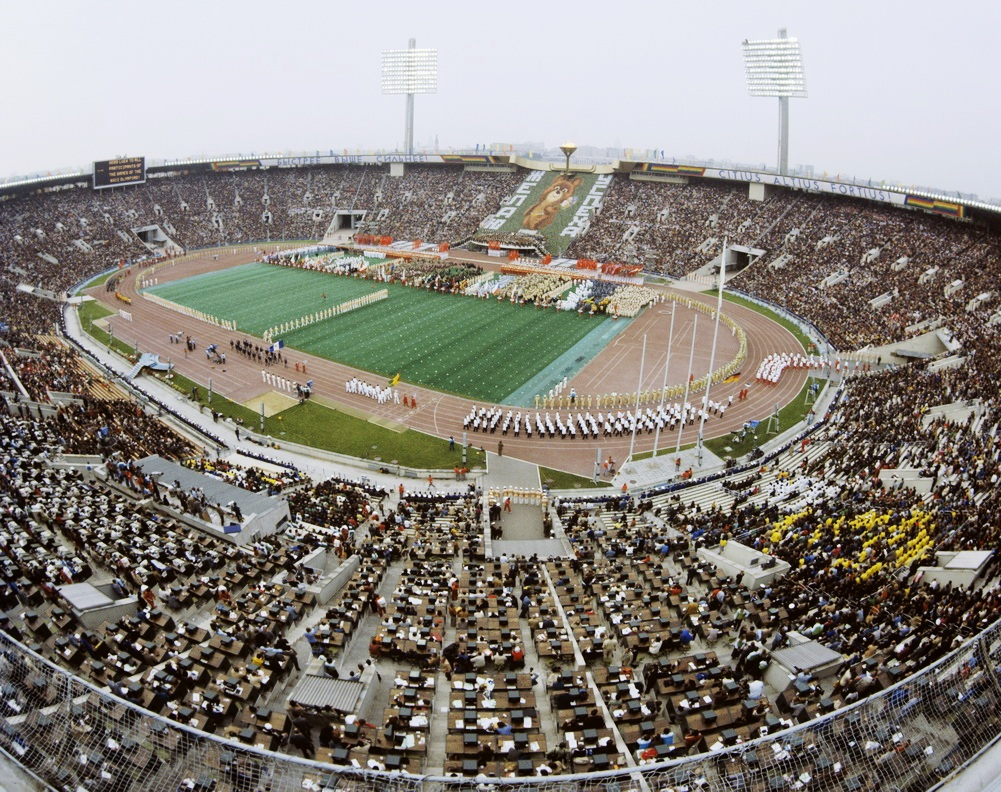
Cérémonie d'ouverture des Jeux olympiques de 1980.
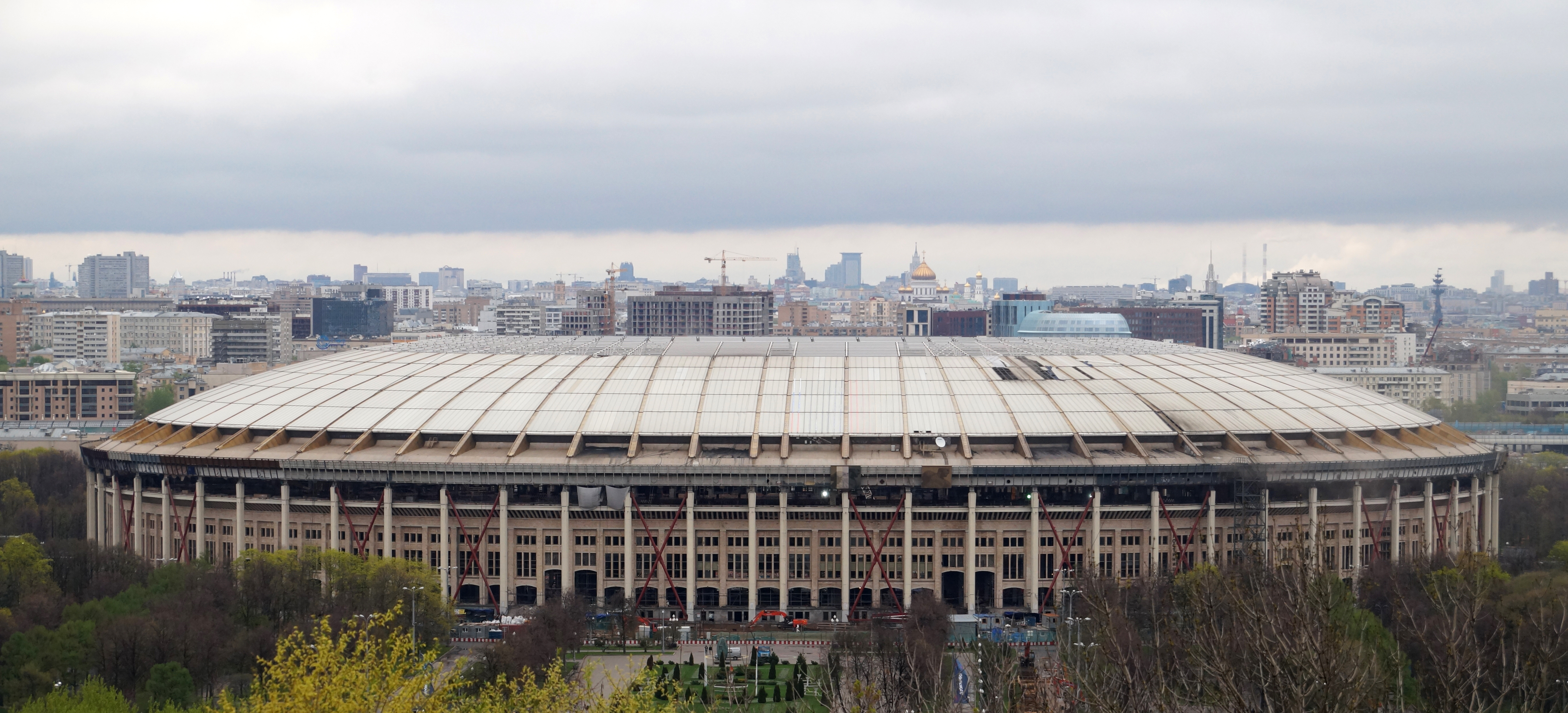
Stade Loujniki.
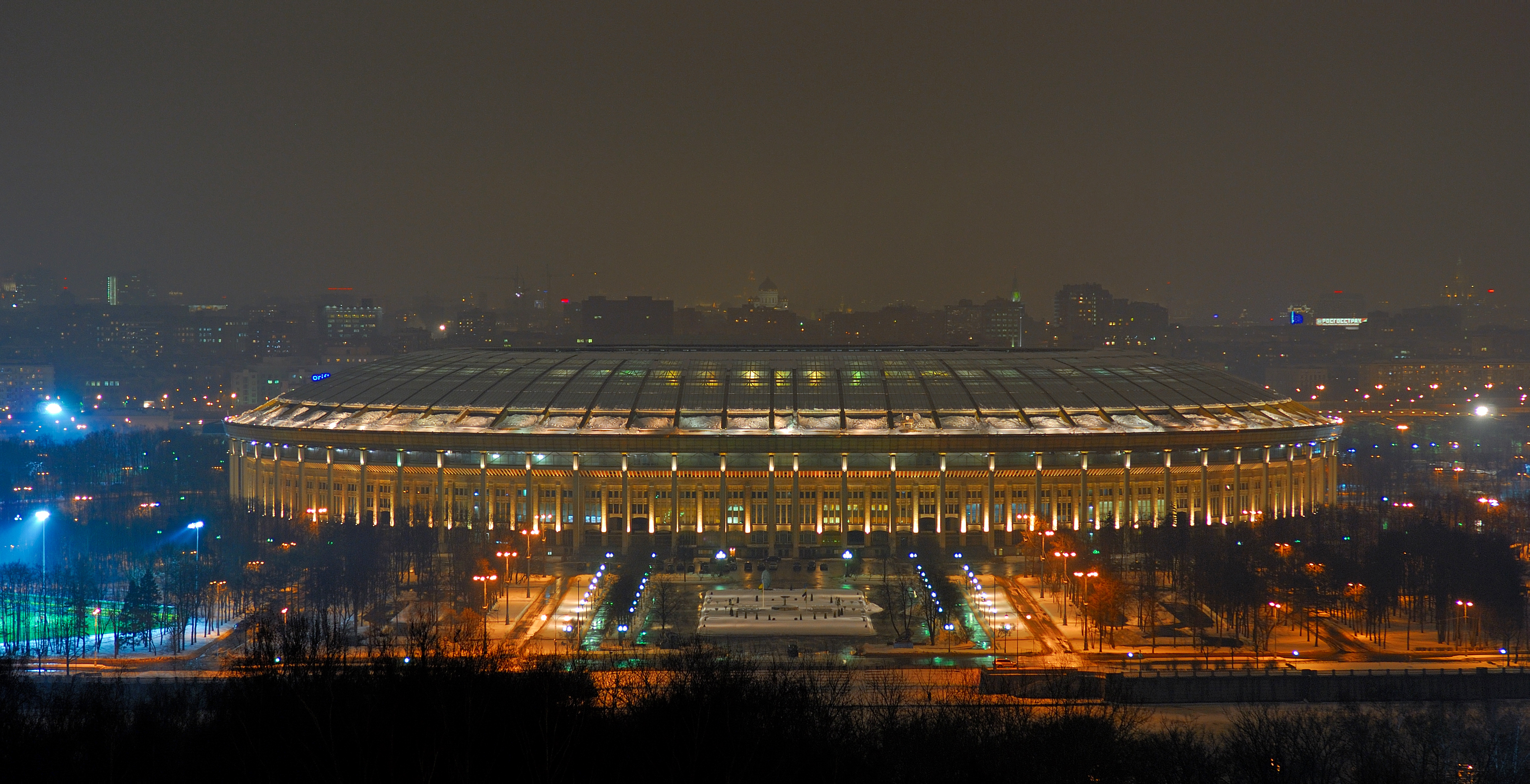
Vue de nuit.
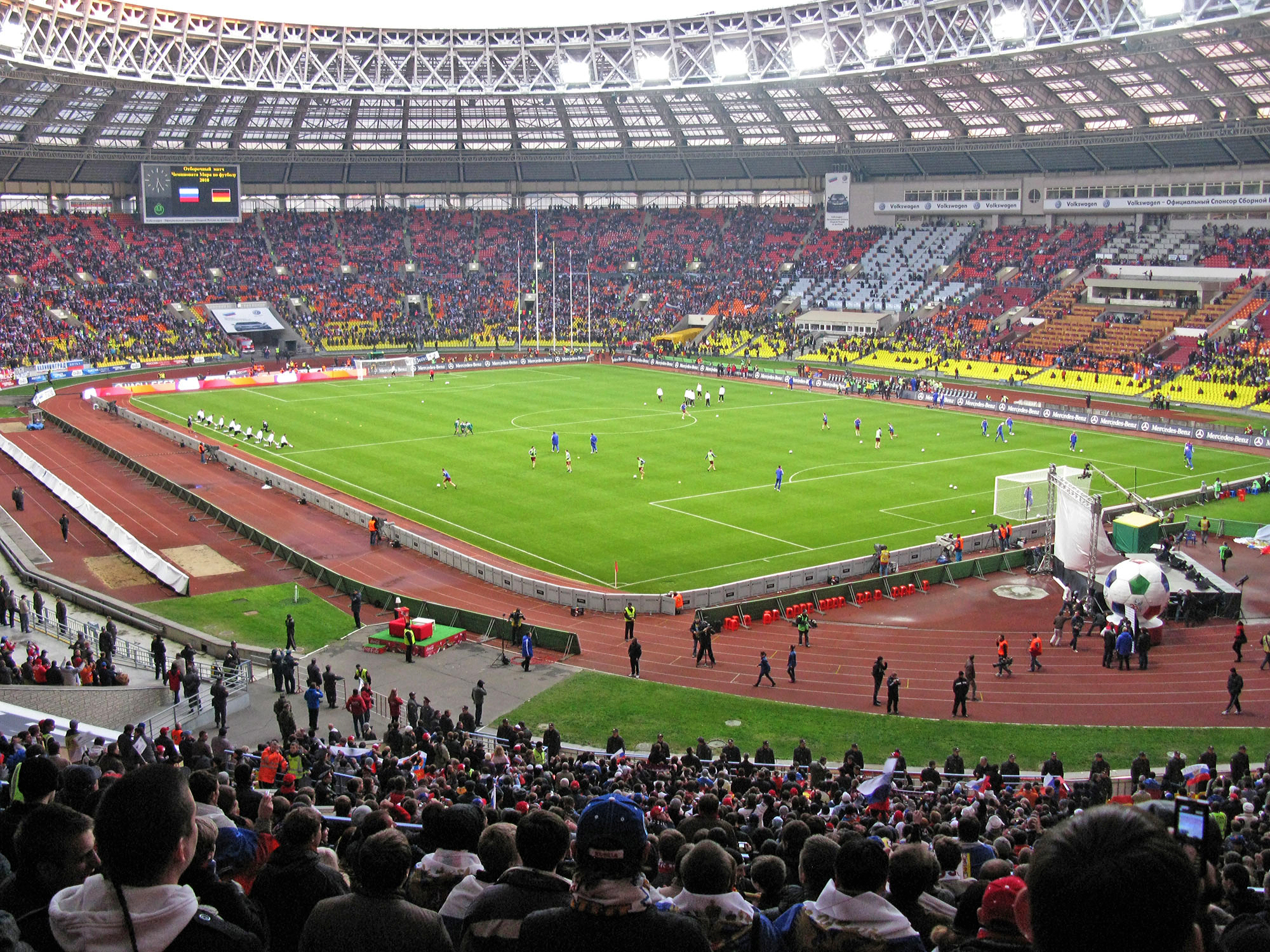
Vue intérieure (2009).
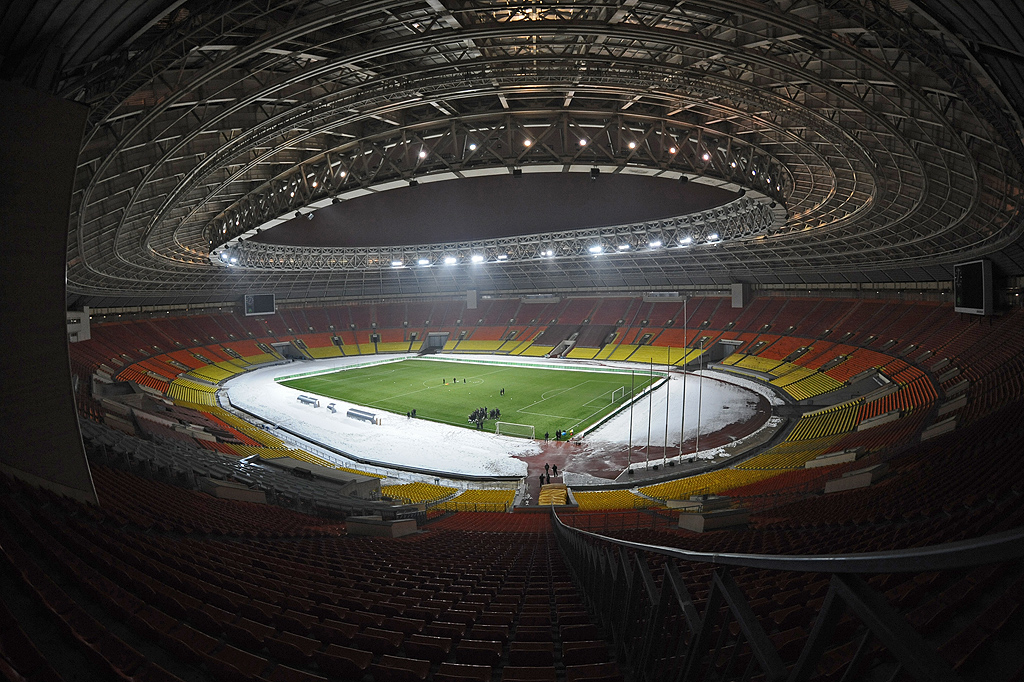
Panorama (2009).
Panorama (2013). Image du concert de Grigory Leps (2022)
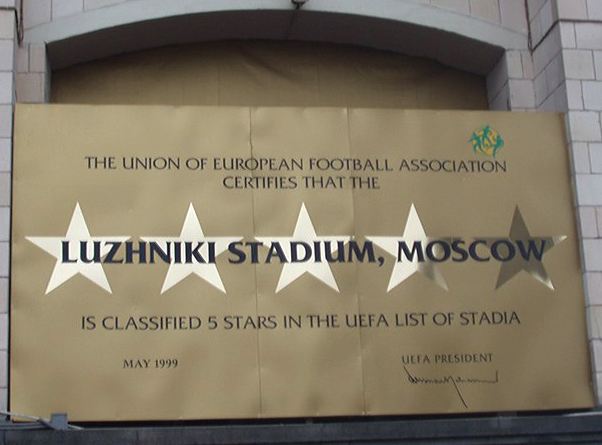
Classé « 5 étoiles UEFA » en 1999.
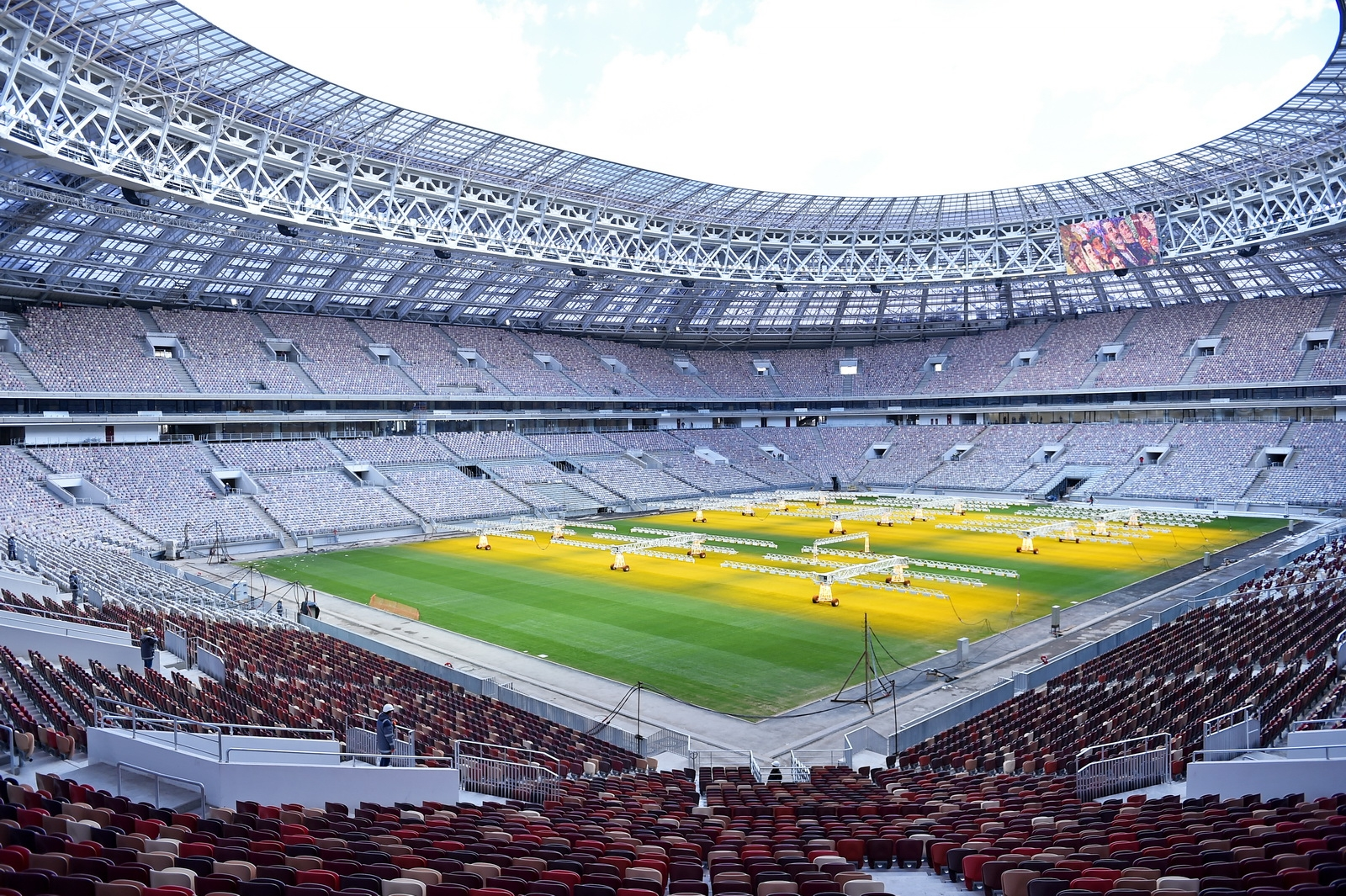
Intérieur du stade réaménagé (2017).

## Matchs de compétitions internationales
Coupe du monde 2018
Le stade Loujniki accueillit 7 matchs de la Coupe du Monde, y compris le match d'ouverture et la finale.
| Date             | Tour           | Équipe 1  | Score      | Équipe 2        | Spectateurs |
| ---------------- | -------------- | --------- | ---------- | --------------- | ----------- |
| 14 juin 2018     | Groupe A       | Russie    | 5 - 0      | Arabie saoudite | 78 011      |
| 17 juin 2018     | Groupe F       | Allemagne | 0 - 1      | Mexique         | 78 011      |
| 20 juin 2018     | Groupe B       | Portugal  | 1 - 0      | Maroc           | 78 011      |
| 26 juin 2018     | Groupe C       | Danemark  | 0 - 0      | France          | 78 011      |
| 1er juillet 2018 | 1/8e de finale | Espagne   | 1 - 13 - 4 | Russie          | 78 011      |
| 11 juillet 2018  | Demi-finale    | Croatie   | 2 - 1a.p.  | Angleterre      | 78 011      |
| 15 juillet 2018  | Finale         | France    | 4 - 2      | Croatie         | 78 011      |

## Services pour les supporters
Au stade, les services suivants sont offerts aux supporteurs :
- support de navigation et d’information par l’intermédiaire des volontaires ;
- information (bureau d’enregistrement des enfants, stockage des poussettes, bureau des objets trouvés) ;
- consigne ;
- commentaires audio-descriptifs pour les supporteurs non-voyants et malvoyants.

Outre cela, des ascenseurs, des rampes et tourniquets ont été prévus pour les personnes à mobilité réduite, pour lesquelles un secteur spécial de l’arène a été prévu.

### Conditions pour les personnes à mobilité réduite
Des places spéciales pour les personnes aux possibilités limitées sont prévues sur l’arène où il y a de l’espace pour les fauteuils roulants et les personnes accompagnant. En outre, après la reconstruction du stade, il y a des fauteuils plus spacieux et services pour les spectateurs : aide en navigation fournie par les volontaires, consignes, enregistrement des enfants, bureau des objets trouvés.

## Sécurité
Six points de contrôle et de passage munis de 39 zones de fouille et sept points de contrôle des piétons avec 427 points pour le passage des spectateurs seront installés à Loujniki. 3 000 caméras et environ 900 scanners, moniteurs et détecteurs vont être installés sur ce territoire.